# 8244 Mikolaichuk
8244 Mikolaichuk è un asteroide della fascia principale. Scoperto nel 1975, presenta un'orbita caratterizzata da un semiasse maggiore pari a 2,3449865 UA e da un'eccentricità di 0,2078845, inclinata di 5,24280° rispetto all'eclittica.